# Changes (албум)
Changes је девети албум групе The Monkees објављен 1970. године. Након напуштања групе од стране Микаела Несмита остали су само Мики Доленз и Дејви Џонс.

## Списак песама[2]
Прва страна
- 1. Oh My My (Jeff Barry, Andy Kim) – 2:57
- 2. Ticket on a Ferry Ride (Barry, Bobby Bloom) – 3:25
- 3. You're So Good to Me (Barry, Bloom) – 2:29
- 4. t's Got to Be Love (Neil Goldberg) – 2:20
- 5. Acapulco Sun (Ned Albright, Steven Soles) – 2:46
- 6. 99 Pounds (Barry) – 2:25

Друга страна
- 7. Tell Me Love (Barry) – 2:32
- 8. Do You Feel It Too? (Barry, Kim) – 2:28
- 9. I Love You Better (Barry, Kim) – 2:26
- 10. All Alone in the Dark (Albright, Soles) – 2:47
- 11. Midnight Train (Micky Dolenz) – 2:05
- 12. I Never Thought It Peculiar (Tommy Boyce, Bobby Hart) – 2:20

Бонус
Рино Рецордс је 1994. године поново издао албум са три бонус нумере:
- 13. Time and Time Again (Davy Jones, Bill Chadwick) – 2:39
- 14. Do It in the Name of Love (Bloom, Goldberg) – 2:08
- 15. Lady Jane (Bloom, Goldberg) – 2:45